# Diablo II
A Diablo II a Diablo folytatásaként jelent meg 2000-ben. Továbbfejlesztett hack & slash akciójának köszönhetően vált a világ legnépszerűbb RPG típusú számítógépes játékává. A Blizzard North cég készítette, de a Blizzard Entertainment adta ki az új részt.

## Történet
Az első felvonás után hősünk rejtélyes körülmények közt eltűnt és magával vitte Diablo vörös lélekszilánkját is. A hős távozása után újra előtörtek a démonseregek és Tristram elpusztítását követően elindult az új invázió, ám a világ jelentős mértékben kitágult, ennek köszönhetően merőben új kalandorok kerekedtek útra, hogy a Gonosszal szembeszállva bizonyítsák erejüket...ki népe, ki rendje s hite nevében.

## Fejezetek
Tristram megsemmisült és a Gonosz szerte Menedékföld minden irányában elterjedt. Minden fejezetben található egy központi város, amelyben mindig megtalálható a kovács, italkereskedő-gyógyító, illetve új szolgáltatásként a zsoldosurak, akiktől (fejezettől függően) bérelhetünk nem túl okos gépi támogatókat. Az első fejezet egyik küldetése után pedig újra találkozhatunk Deckard Cain öreggel, aki ezentúl ingyenesen azonosítja mágikus cókmókjainkat. Az adott fejezeten belül található zónákban minden esetben találhatók "útpontok" (waypoint), amelyeket megérintve később a városi útpontból kiindulva felhasználhatók gyors közlekedéshez. Ezek az útpontok az adott nehézségi szinten elért fejezetek közt is működik.
- Első Fejezet (Act I) ; Rogue Encampment: A Világtalan Szem nővéreinek otthont adó lomberdők között található tábor a kezdőhelyszín. A hat alapküldetés, köztük Andariel démonasszony legyőzésével továbbindulhatunk...
- Második Fejezet (Act II) ; Lut Gholein: A virágzó tengerparti város a kereskedők mekkájaként tündököl. A városon túli környezet viszont egyre ellenségesebb, köszönhetően a démoni inváziónak és Gonosz sötét üzelmei nyomán életre keltett Duriel féregdémonnak.
- Harmadik Fejezet (Act III) ; Kurast: A buja dzsungel mélyén fekvő ősi várost a démonok ostroma rombolta le, alig maradtak túlélők és jó állapotú épületek, így aztán bátor kalandozókra vár a feladat, hogy végezzenek a szörnyek helyi vezetőjével, Mephistoval.
- Negyedik Fejezet (Act IV) ; Pandemonium Fortress: A Pokol tornácán állva a Mennyek utolsó védőbástyájaként tartja vissza a Gonoszt. A Pokol mélyén pedig újra szembeszállhatunk Diabloval, a Terror Urával.

Az első Diablo résszel ellentétben a már korábban felfedezett pályák a játékból való kilépés után újra megtelnek ellenséggel, sőt a nehézségi fokozatok váltásával újra átformázza magát a térképet is a beépített véletlen-térképgenerátor segítségével.

## Kasztok
A Harcos (Warrior), Íjász (Rogue) és a Mágus (Sorcerer) kasztok eltűntek, helyükre még rátermettebb kalandorok léptek színre, kik minden tekintetben egyedi képességekkel vannak felruházva.
- Barbarian: Az egyszerű utazók által csak barbárokként emlegetett nép Arreat völgyeiben kialakult magasan fejlett civilizációt építettek fel, elszigeteltségüket s magányukat senki nem zavarta meg...mind ezidáig. Látva a Gonosz újabb felbukkanását, több életrevaló harcosuk elhagyta a biztos földeket és messze a sztyeppéktől keresi magának a hősi eposzokba illő  küzdelmek lehetőségeit. A barbárok a kemény, nehéz nomádság mintái, kik páratlan fegyverforgatásukról és szívósságukról ismertek. Magas életerejük és közelharci támadásuk legendás. Egyesek beszámolók szerint támadás előtt harci üvöltéseket hallatnak így remélve gyors győzelmet vagy csak hogy rájuk figyeljenek. Törzseik külön-külön fejlesztették mesteri szintre a legkülönfélébb kézreálló fegyverek használatát és ennek messze a szülőföldtől is nagy hasznát veheti a brutális harcos.
- Amazon: Az amazon az Iker-tengertől délre elterülő szigetvilágból származó fejlett civilizáció kecses és törékeny harcoskasztjának tagja. Nevéhez méltóan az íjak és nyílpuskák mestere, ám a lándzsákat és dárdákat is jól forgatják. Ügyességének és páratlan reflexeinek köszönhetően képes elkerülni az ellenség támadásait, saját támadása pedig egészen átütővé is válhat. Szent isteni mágiákat is segítségül hívhat, hűsége jeléül istenei akár valkűröket is biztosíthatnak.
- Sorceress: Egy titokzatos mágusrend, a Zann Esu mágusnővérrend életcélja a Gonosz újjászületésével végre beteljesülhet: Kiderül, hogy évszázadokig majdhogynem mesteri szintre fejlesztett elementális tehetségük mit is ér a nyílt élet-halál harcok közepette. Magas intelligenciájukról és jó helyzetfelismerő képességükről ismertek, akik a fagy, tűz és villám pusztító erejével felruházva keresik a kihívást. Támadóvarázsaik mellett képesek fagypáncéllal körülvenni önmagukat vagy akár energiapajzsot is alkotni, az égő kénköves tengerek mélyéről pedig lángtestű hidrákat csalogathatnak elő és természetesen teleportálhatnak is.
- Paladin: A paplovagok rendje a Zakarum egyházat szolgálták egykor. Évszázadokkal ezelőtt csak zsoldosokként mutatkozó harcosok a Fény hitének buzgó terjesztésébe fogott szerzetesek testőreiként szolgáltak, ám egyre gyakrabban lettek hőstetteik és bátorságuk nyomán jobb hittérítők, mint az unalmas könyvmoly védenceik. Ám a Gonosz első számottevő pusztítása nyomán a rend inkvizíciós hadjáratba fogott és ezt a lovagok egy kis csoportja nem nézte jó szemmel. Látva a rengeteg áldozatot, a máglyáktól füstös eget és az egyszerű emberek félelmeit, több tucatnyian kiváltak a tébolyult egyház soraiból és paplovagként egyenesen a Gonosz elébe indultak. Védelmező aurájuk hű bajtársaik és ártatlanok védelmére kel, harci kisugárzásuk viszont a szörnyetegeket hívatott elrettenteni s hogy a szent kardforgató erejét megnövelje. Szent mágiáikat csak is a tiszta Fényből merítik, pajzzsal előre rohannak a csatába és a halált megtagadó nyughatatlan lelkeket és élőhalottakat különös buzgósággal pusztítják.
- Necromancer: A nekromanta a legősibb mágiák tudója, aki a Halál borzalmas erejét birtokolja. Az Élet Nagy Körforgását hivatott fenntartani, ezért a sűrű dzsungelekből kimozdulva szövetkezett a világ többi népével, hogy ezt a kényes egyensúlyt a Gonosz uralmának megdöntésével visszabillentse. A Rathma rend papjaként a halál utáni lét kutatása nyomán megtanulta a holttestek mozgatását, csontvázharcosokat és -mágusokat kelhet életre, különféle gólemeket alkothat, de akár az egykori élőt is teljes valójában feltámaszthatja, hogy aztán a sötét varázslóhoz csatlakozva egykori társai ellen lehessen fordítani. Az enyészet elemi erejét kihasználva csontlövedékeket formázhat és súlyos mérgeket is kikeverhet. A nekromanta egyik legsajátságosabb képessége az ellenség sorsába való drasztikus beavatkozás is, átkai legyengíthetik, nyomorékká tehetik, de lelkét is megbéklyózva vakságot okozhat, sőt akár az őrület szélére is sodorhatja áldozatát.

A Diablo alatt működött varázslatrendszer teljes egészében eltűnt, helyére egy formabontó újdonság, az úgynevezett "képességfák" (skill trees) kerültek. Mind az 5 kaszt 3 egyedi tehetségágra bontott képességrendszerrel rendelkezik. Minden egyes szintlépésnél (az első szintlépéstől, tehát 2. szinttől számítva) kap egy pontot, amit a tehetségágakban található képességek megtanulására, fejlesztésére fordíthat. Bizonyos szintekként (1.,6.,12.,18.,24. és 30. szinteken) új tehetségek érhetők el, ám csak akkor, ha az azt megkövetelő varázslatra legalább egy pontot áldoztál. A karakter fejlődése során megszerezhető pontokat az act I-en (első pálya) Akara-nál a bájital árusnál tudod resetelni, így újra elosztani a már megszerzett pontokat.

## Játékmenet
A korábbi Magic helyére Energy tulajdonság került, de szerepe nem változott az eredeti Diablóhoz képest, igaz, legalább újratermelődik az elveszett mana. Új értékként jelent meg viszont a mana- és életerőpontok mellé az erőnlét (stamina), amely a futás hosszát képes befolyásolni, de pihenéssel, gyaloglással és a vitalitás (vitality) tulajdonság növelésével lassabban merülhet ki , illetve pótolhatja a karakter tartalékait. Az elementális ellenállások (villám (lightning) és tűz (fire) is sokkal hasznosabbá váltak, mivel megtöbbszöröződött a mágikus támadók száma és a mágikus (magic) ellenállás helyére rögtön két másik került (méreg (poison) és fagy (cold), amelyek további életerő veszteséget illetve természetesen lassító fagyást okozhatnak a alapsebzésük mellett.
A tárgyrendszer nagy változásokon ment keresztül: Megjelentek a csizmák és a kesztyűk is és eltűnt az övek által kínált stabil italtartalék, most már külön kell egyre nagyobb tárhelyet biztosítani (a kezdeti 4 alap (öv nélküli) tárhelyet maximálisan 16 tartalékitalra lehet növelni a megfelelő övek hordásával). Az eddigi alap, mágikus és egyedi minőség mellett megjelent a zöld tárgykészlet ("set") is, amelynek hatékonysága azzal növekszik, minél több darabját hordja a karakter, a sárga ritka (rare), ami a mágikus tárgyak és az egyedi tárgyak köztes képviselője, illetve a szürke foglalatos (socketed) tárgyak is. A foglalatos tárgyak szintén egy új tárgytípussal, az ékkövekkel együtt fejtik ki hatásukat, mivel a különböző minőségű (törött (chipped); hibás (flawed); normális; hibátlan (flawless) és tökéletes (perfect) drágakövek (ametiszt (amethyst); gyémánt (diamond), rubin (ruby), smaragd (emerald), zafír (sapphire); topáz (topaz) illetve mágikus koponya (skull) sajátos erőt kölcsönözhetnek. Színük és megnevezésük sokat sejtetve fejthetnek ki hatást, fegyverbe sebzést növelhetnek vagy hatékonyabbá tehetnek, páncélba és sisakba más és más pontot adhatnak, pajzsba téve elementális ellenállásunkat erősíthetik meg.
A szentélyek (shrine) adta bónuszok is komoly módosításokon esettek át, mivel eltörölték a permanens áldásokat-átkokat és bár csökkentették is a lehetőségeket, cserébe viszont jóval áttekinthetőbbé, használhatóbbakká és mindenképp előnyössé váltak.
A mágikus vagy jobb minőségű tárgyszerzést továbbra is a szerencse határozza meg, de a "jobb esély a mágikus felszerelések megszerzése" (better chance of getting magic items) nevű értékalapú statisztikával megnövelhető ez a szerencse. Nagy áldozatok árán lehet erősíteni, mivel hiába vannak esélynövelő tárgyak, illetve a testpáncélba helyezett topázok, ha a karakter kevésbé lehet hatékony, mivel ez az érték általában önmagában található meg és ritka az olyan felszerelés, amely további egyéb, harcban is kamatoztatható bónuszt is kínál mellette.
Minden fejezet központi városában található olyan kereskedő, amelynél elérhető a gambling ("zsákbamacska") lehetőség, ami a Diablo-ból ismert falábú Wirt fiú szolgáltatásának továbbfejlesztése: Most már ingyenesen megnézheted a kínálatot, jóval több lehetséges mágikus tárgyból választhatsz, ám cserébe az adott tárgyról csak a nevét és a normál adatait tudod meg és csak a tárgy megvásárlásával derítheted ki, hogy mit is rejtegetett az áhított cucc valójában. A zsákbamacska rendkívül drága mulatság, ám gyakran lehet szerezni értékes mágikus, ritka, de akár set- és egyedi tárgyakat is (Utóbbi két minőségnek esélyét a sok javítás és a kiegészítő teljesen lenullázta).
A szörnyek leölése során elérhető ismereteket kiszedték, alapból le lehet olvasni a bestiák különféle sajátosságait. Jócskán megnövekedtek az egyedi szörnyek előfordulása, igaz, az elképesztő névgenerátornak hála igazán "egzotikus" lénynevekre akadhatunk, de maradtak stabil fix küldetésszörnyek is.
A nehézségi szintek maradtak az eredeti hármasban (Normál; Rémálom (Nightmare) és Pokol (Hell), viszont az első normál végigjátszás után a játék lehetőséget biztosít egy új karaktertípus, a Hardcore ("kemény") karakter létrehozásához. Ennek a karaktertípusnak egyetlenegy élete van és ha elhalálozik, soha többé nem éled újra, csak szellemként marad meg a játékos karakterlistájába. A maximális szint 99.
A többjátékos (multiplayer) lehetőség tovább bővült és a Battle.net adta szórakozás tette a játékot igazán sikeressé.
2001-ben jelent meg a Diablo II: Lord of Destruction (A pusztítás ura) című kiegészítőlemez. 2021 szeptember 23-án megjelent a játék felújított változata, amely a Diablo II: Resurrected néven PS-re, Xbox One-ra, Nintendo Switch-re és PC-re elérhető.